# Cercidospora solearispora
Cercidospora solearispora är en lavart som beskrevs av Calat., Nav.-Ros. & Hafellner 2009. Cercidospora solearispora ingår i släktet Cercidospora, klassen Dothideomycetes, divisionen sporsäcksvampar och riket svampar.   Inga underarter finns listade i Catalogue of Life.